# La Femme d'à côté
Pour plus de détails, voir Fiche technique et Distribution.
 La Femme d'à côté est un film français de François Truffaut sorti en 1981.

## Synopsis
Bernard et Arlette Coudray mènent une vie tranquille dans la commune de Bernin, proche de Grenoble, jusqu'à l’installation de nouveaux voisins, Philippe et Mathilde Bauchard. Il s'avère que Bernard et Mathilde se connaissent déjà : sept ans auparavant, ils ont vécu une passion amoureuse et tumultueuse. Inévitablement, les anciens amants vont renouer leur relation, dans le secret, alors que la vie sociale se poursuit normalement.
Jusqu'au jour où Bernard, coincé dans une situation inextricable et poussé par la jalousie, avoue publiquement lors d’une réception, son amour pour Mathilde. Après cet éclat, le temps aidant, les deux couples poursuivent leurs vies respectives, mais Mathilde, dépressive, doit être hospitalisée ; on incite Bernard à lui rendre visite.
Philippe Bauchard déménage afin d'éloigner Mathilde à la fin de son traitement. Mais un soir, Bernard voit une lumière dans la maison voisine, censée être inoccupée. Mathilde est là qui l'attend. À peine ont-ils commencé à faire l'amour que Mathilde saisit un pistolet et abat Bernard d'une balle dans la tête avant de retourner l'arme contre elle. La police et une ambulance arrivent sur les lieux.

Le leitmotiv du film est exprimé par Mme Jouve (qui déclare avoir connu, elle aussi, une douloureuse histoire d'amour) : 

« Ni avec toi, ni sans toi. »

## Fiche technique
- Réalisation : François Truffaut
- Assistants : Suzanne Schiffman, Gilles Loutfi, Alain Tasma
- Scénario : François Truffaut, Suzanne Schiffman et Jean Aurel
- Décors : Jean-Pierre Kohut-Svelko, assisté de Pierre Gompertz
- Costumes : Michèle Cerf
- Photographie : William Lubtchansky
- Son : Michel Laurent, Jacques Maumont
- Montage : Martine Barraqué, assistée de Marie-Aimée Debril
- Musique : Georges Delerue
- Scripte : Christine Pellé
- Production : François Truffaut
- Sociétés de production : Les Films du Carrosse et TF1 Films Production
- Société de distribution : Gaumont
- Pays d'origine :  France
- Langue originale : français
- Format : couleur — 35 mm — 1,66:1 — son Mono
- Genre : drame
- Durée : 106 minutes
- Tournage : 1er avril au 15 mai 1981
- Date de sortie : 30 septembre 1981
- Affiche : René Ferracci (France)

## Distribution
- Gérard Depardieu : Bernard Coudray
- Fanny Ardant : Mathilde Bauchard
- Henri Garcin : Philippe Bauchard
- Michèle Baumgartner : Arlette Coudray
- Véronique Silver : Odile Jouve
- Roger Van Hool : Roland Duguet
- Philippe Morier-Genoud : Le psychiatre
- Olivier Becquaert : Le petit Thomas
- Nicole Vauthier : La concierge de l'hôtel 58 rue de la Gare
- Muriel Combe : Nicole
- Roland Thénot : L'agent immobilier

## Production

### Tournage
Le film a été entièrement tourné en décors naturels du 1er avril au 15 mai 1981, principalement dans le village de Bernin (Isère), aucun plan n'est fait en studio.

### Post-production
Le film commence par un commentaire en voix-off que fait le personnage de Mme Jouve sur des images filmées d'un d'hélicoptère suivant le véhicule de la gendarmerie qui se dirige vers le village, puis l'on voit Mme Jouve commençant à raconter le contexte de l'histoire.
Cette séquence fut rajoutée deux mois après le tournage, l'équipe revenant tourner en Isère, la première projection ayant montré que le film ne pouvait commencer sur l'arrivée de la voiture de Bernard.
On retrouve les vues aériennes, à la fin du film, en suivant le véhicule de la gendarmerie et l'ambulance qui emmène les deux corps, mais cette fois avec un commentaire en voix-off du médecin-légiste.

## Analyse
Le film vient après Le Dernier Métro, fresque sur la vie d'un théâtre parisien pendant l’occupation allemande. Truffaut revient à une histoire intime, simple, ordinaire, une relation de couple d’apparence banale, avec un parti pris de recul et de neutralité, sans effets de mise en scène. Au début, Bernard est un homme monolithique, sûr de lui, adulte et responsable en apparence, avec une vie de famille et un métier. L’apparition de Mathilde va réactiver la passion ancienne et sa puissance possessive va inexorablement déstabiliser Bernard, jusqu’à lui faire perdre tous ses repères, familiaux, sociaux, professionnels.